# Cassivellaunus
Cassivellaunus (Welsh: Kasswallawn) was een historisch Brits stamhoofd die de verdediging leidde tegen Julius Caesar’s tweede expeditie naar Brittannië in 54 voor Christus. Hij leidde een bondgenootschap van Keltische stammen tegen Romeinse troepen, maar moest zich uiteindelijk overgeven toen de plaats waar hij zich ophield, werd verraden door reeds verslagen Britten aan Julius Caesar.

## Geschiedenis
Cassivellaunus wordt genoemd in Commentarii de Bello Gallico van Julius Caesar, als opperbevelhebber van de geallieerde Britse stammen die de invasie van Caesar in Brittannië probeert tegen te houden. Caesar vermeldt daarbij niet de stam van Cassivellaunus, maar het gebied waar hij vandaan komt, ten noorden van de rivier de Theems, komt overeen met dat van de stam Catuvellauni zoals dat bekend wordt ten tijde van de latere invasie onder Claudius.
Caesar vertelt dat Cassivellaunus met de andere stammen voortdurend op voet van oorlog had gestaan, zoals gebruikelijk was bij de Britse stammen in die tijd. Vrij recent had hij de koning van de Trinovantes, de min of meer sterkste stam in dat gebied, gedood. De zoon van die koning, Mandubracius, was naar Caesar in Gallië gevlucht. Ondanks de tactiek van Cassivellaunnus van bestoken, waarmee hij probeerde te voorkomen dat het leger van Caesar zich kon bevoorraden door plunderingen, rukte Caesar op naar de Theems. De enige doorwaadbare plaats werd verdedigd en versterkt met opstaande scherpe palen, maar de Romeinen wisten over te steken. Cassivellaunus stuurde het merendeel van zijn leger weg en nam zijn toevlucht tot guerrilla tactieken, waarbij hij vertrouwde op zijn kennis van het terrein en de snelheid van zijn strijdwagens.
Vijf Britse stammen, de Cenimagni, de Segontiaci, de Ancalites, de Bibroci en de Cassi gaven zich over aan Caesar en onthulden hem de locatie van het bolwerk van Cassivellaunus (wellicht bij Wheathampstead). Caesar trok er naar toe en zette een belegering in. Cassivellaunus slaagde erin een bericht te sturen naar de vier koningen van Kent, Cingetorix, Carvilius, Taximagulus en Segovax, om hun troepen te verzamelen en het Romeinse kamp aan de kust aan te vallen. Maar de Romeinen verdedigden zich met succes en wisten een adellijk leider, Lugotorix, gevangen te nemen. De voorwaarden voor overgave werden overgebracht door Commius, een Gallische bondgenoot van Caesar. Er werden gijzelaars gegeven en een schatting opgelegd. Mandubracius werd in ere hersteld als koning van de Trinovantes en Cassivellaunus ondernam geen poging meer om oorlog tegen hem te voeren. Caesar ging terug naar Gallië, waar een magere graanoogst zorgde voor onrust. De Romeinse legioenen zouden de eerstvolgende 97 jaar niet meer terugkeren in Brittannië.

## Legende
Volgens de legende zoals beschreven door Geoffrey van Monmouth in zijn Historia regum Britanniae, is Cassivellaunus koning van Brittannië tijdens de Romeinse bezetting. Hij was de zoon van koning Heli, en in eerste instantie regent voor zijn neef Androgeus, de zoon van koning Lud.
Na Luds dood werd Cassivellaunus gekroond tot koning, ten koste van zijn twee jonge neven, voor wie hij enige tijd als regent het koningschap had waargenomen. Zijn oudste neef Androgeus gaf hij het hertogdom van Kent en Trinovantum, en zijn jongere neef Tenvantius het hertogdom van Cornwall. Koning Cassivellaunus zou van 58 v.Chr. tot 38 v.Chr. hebben geregeerd.
Toen Julius Caesar van de Britten eiste dat er, om oorlog te voorkomen, schatting betaald moest worden aan de Romeinen, werd dit door Cassivellaunus geweigerd. Caesar viel daarop het koninkrijk aan, en stak de Theems over. Na lange strijd slaagde Nennius, Cassivellaunus' broer, erin het zwaard Gouden Dood van Caesar in handen te krijgen; hij leidde de Britse legers naar de overwinning. De Romeinen werden teruggedrongen naar hun schepen, waarna zij naar Gallië vluchtten. Nennius stierf vijftien dagen na de slag aan zijn verwondingen en werd in Trinovant (Londen) begraven.
Twee jaar later vielen de Romeinen opnieuw aan. Cassivellaunus had inmiddels de steden versterkt in afwachting van de Romeinse aanval. Een van de maatregelen was het plaatsen van lange pinnen in de Theems, onder het wateroppervlak, zodat de Romeinse schepen lek zouden worden gestoken. Rond 54 v.Chr. vielen de Romeinen het land binnen, maar werden bij de Theems verslagen. Opnieuw moesten zij onverrichter zake Brittannië verlaten. De overwinning werd door Cassivellaunus met enorme feesten gevierd, waarbij een groot aantal dieren werd geofferd.
Tijdens deze festiviteiten raakten Androgeus en Cassivellaunus in conflict over de dood van een neef van Cassivellaunus. De koning ontstak in woede, en vernietigde een groot deel van de landerijen van Androgeus. Op zoek naar hulp kwam Androgeus bij Caesar terecht. Gezamenlijk planden zij de derde invasie van Brittannië. Dit keer werd Londen met succes veroverd. Cassivellaunus was niet in staat geweest de aanval af te slaan en sloeg op de vlucht. Caesar belegerde de heuvel waarop de Britten zich hadden teruggetrokken gedurende twee dagen, waarna Cassivellaunus aan Androgeus een vredesvoorstel deed. De voorwaarden werden met Caesar besproken, en Cassivellaunus ging akkoord met jaarlijkse betalingen aan Rome. Caesar en Cassivellaunus sloten vriendschap, en toen de winter voorbij was vertrok Caesar naar Gallië, samen met Androgeus.
Cassivellaunus stierf zeven jaar later, en werd begraven in York. Omdat Androgeus vertrokken was, werd Tenvantius de troonopvolger.